# Jasenov (powiat Sobrance)
Jasenov – wieś (obec) na Słowacji położona w kraju koszyckim, w powiecie Sobrance. Pierwsze wzmianki o miejscowości pochodzą z 1279 roku.
Według danych z dnia 31 grudnia 2012 roku, wieś zamieszkiwało 315 osób, w tym 155 kobiet i 160 mężczyzn.
W 2001 roku pod względem narodowości i przynależności etnicznej 99,09% mieszkańców stanowili Słowacy, a 0,6% Czesi.
Ze względu na wyznawaną religię struktura mieszkańców kształtowała się w 2001 roku następująco:
- Katolicy rzymscy – 34,44%
- Grekokatolicy – 63,75%
- Ewangelicy – 0,3%
- Prawosławni – 0,91%
- Ateiści – 0,3%